# مایکل سیلوز
مایکل سیلوز (انگلیسی: Michael Silvers) یک ویرایشگر صدا می‌باشد که اغلب با شرکت پیکسار همکاری می‌کند

## تاریخچه اسکار
تمامی این فیلم‌ها برای جایزه اسکار بهترین تدوین صدا بوده‌اند.
- هفتاد و چهارمین دوره جوایز اسکار-نامزدشده برای شرکت هیولاها. نامزدی مشترک با گری رایدستورم. باختن به پرل هاربر.[۱]
- هفتاد و ششمین دوره جوایز اسکار-نامزدشده برای در جستجوی نمو. نامزدی مشترک با گری رایدستورم. باختن به ناخدا و فرمانده: آخر دنیا.[۲]
- هفتاد و هفتمین دوره جوایز اسکار-شگفت‌انگیزان. مشترک با رندی تام. برنده.[۳]
- هشتادمین دوره جوایز اسکار-نامزدشده برای راتاتویی. نامزدی مشترک با رندی تام. باختن به The Bourne Ultimatum.[۴]
- هشتاد و دومین دوره جوایز اسکار-نامزدشده برای بالا. نامزدی مشترک با Tom Myers. باختن به مهلکه.[۵]
- هشتاد و سومین دوره جوایز اسکار-نامزدشده برای داستان اسباب‌بازی ۳. نامزدی مشترک با Tom Myers. باختن به تلقین.[۶]